# Райнберг
Райнберг (нем. Rheinberg) — город в Германии, в земле Северный Рейн-Вестфалия. Подчинён административному округу Дюссельдорф. Входит в состав района Везель.  Население составляет 31218 человек (на 31 декабря 2023 года). Занимает площадь 75,24 км². Официальный код  —  05 1 70 032.

## Название
Первоначально Райнберг назывался Берке (первые свидетельства датируются 1003, 1106, 1253 годами) или Берка (упоминания с 1248 года). Пояснительная добавка Райн- была добавлена к названию места только в конце XVI века (впервые задокументирована в 1583 году), вероятно, для того, чтобы отличить Берк как Берк-ам-Райн от других мест с названиями Берк или Берг. Ранние формы и варианты написания имени включали: Ренберка (Rhenberka), Ринберква (Rhinbergue), Рюнберг (Rhynberg), Рюнберкк (Rhynberck), Римберг (Rhimberg), Райнберкк (Rheinberck), Райнберк (Rheinberk), пока, наконец, не возобладало имя Райнберг. Однако по сей день приставка «Райн» в диалекте может опускаться (место называется просто Бяарк). Вопреки обычному правилу, ударение в названии Райнберг среди местных жителей часто падает на второй слог, т. е. Rheinbérg, что является ещё одним указанием на первоначальную форму названия. По сути, существует три подхода к выяснению происхождения имени Берке или Берка, которые представлены ниже.
Город подразделяется на 4 городских района.

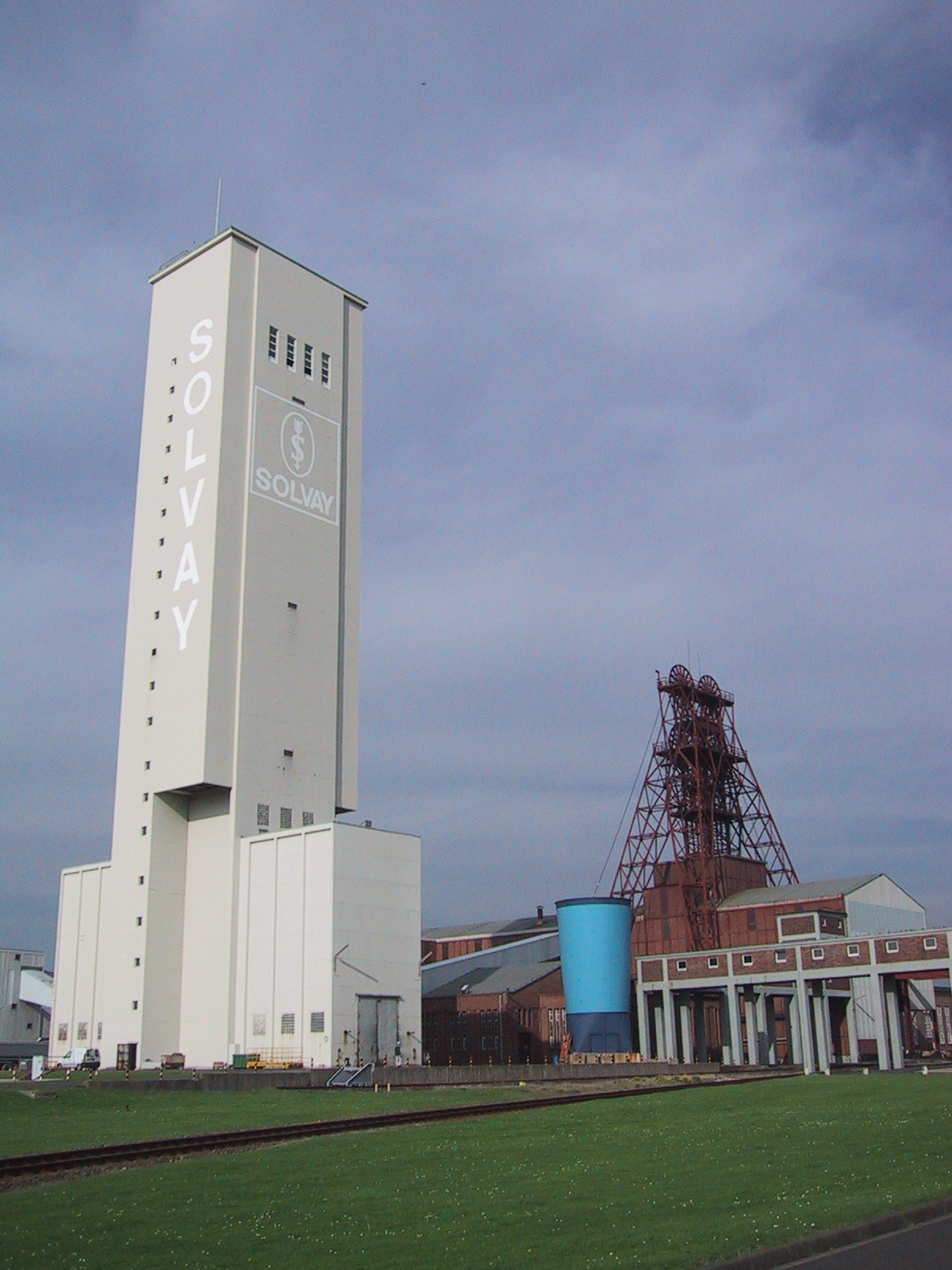
Райнберг

## См.также
Райнберг (значения)